# Meurtres pour mémoire
 (décembre 2021).
Si vous disposez d'ouvrages ou d'articles de référence ou si vous connaissez des sites web de qualité traitant du thème abordé ici, merci de compléter l'article en donnant les références utiles à sa vérifiabilité et en les liant à la section « Notes et références ».
 (janvier 2022).
Meurtres pour mémoire est un roman policier écrit par Didier Daeninckx et publié par la maison d’édition Gallimard en décembre 1983 dans la collection de romans Série noire. Ce deuxième roman évoque le massacre du 17 octobre 1961 et lance sa carrière en obtenant le Grand prix de littérature policière en 1985. 

## Résumé
Ce roman policier commence par relater la manifestation du Front de libération nationale (F.L.N.) du 17 octobre 1961, qui finira par un bain de sang. L’histoire commence avec des moments de vie de trois personnes : Saïd Milache, un « français musulman », Kaïra Guelanine, sa fiancée, et Roger Thiraud, professeur d’histoire de lycée.
Après cela, le récit se déploie : Saïd et Kaïra se rendent à la manifestation du F.L.N., quand au même moment, Roger Thiraud rentre de sa journée de travail et arrive devant chez lui. Les C.R.S. viennent juste d’arriver pour réprimer cette manifestation de « français musulmans », et ils feront un véritable massacre, allant même jusqu'à tuer de nombreuses personnes (nombre précis inconnu). C’est à ce moment qu’un C.R.S. s’approche de Roger Thiraud : 

« Brusquement, il coinça la tête avec son bras gauche. Le manteau vint se coller sur le visage du professeur qui laissa tomber son bouquet et le paquet de gâteaux. Il agrippa désespérément la main de son agresseur pour lui faire lâcher prise. Mais l’homme, méthodiquement, appliqua le canon de l’arme sur la tempe droite de Roger Thiraud, introduisit l’index dans le pontet et appuya sur la détente. Il repoussa le corps en avant, recula. Le professeur s’effondra sur le trottoir, le crâne éclaté. »

Roger Thiraud laissa derrière lui sa femme enceinte, maintenant devenue veuve.
Le récit reprend 21 ans plus tard, en 1982. Bernard Thiraud est le fils de Roger. Comme son père, il est historien, plus précisément encore étudiant en histoire. Dans le cadre de ses recherches, il se rend à Toulouse avec sa fiancée, Claudine Chenet, elle aussi étudiante en histoire. Bernard Thiraud sera assassiné après avoir fouillé dans les archives régionales. C’est à ce moment que l’inspecteur Cadin fait son apparition pendant une grève des fossoyeurs, alors qu'il vient tout juste d’être muté à Toulouse. Cadin commence son enquête en essayant de découvrir ce que recherchait Bernard Thiraud. En fait, ce dernier tentait de poursuivre les recherches de son père sur la ville de Drancy, et tout particulièrement durant l’époque où s'y trouvait un camp de concentration lors de la Seconde Guerre mondiale, alors qu'un nombre important de déportations d’enfants juifs y aurait été commis.

## Écriture
Meurtres pour mémoire est le deuxième roman de Didier Daeninckx à propos du Massacre du 17 octobre 1961. Son écriture est aiguillonnée par son précédent et premier roman Mort au premier tour, qui lui a permis de prendre de l'assurance. À partir de là, l'écriture des futurs ouvrages de Daeninckx trouve sa voie. L'auteur s'inspire d'écrivains comme Jack London et Dashiell Hammett, et il a en outre beaucoup lu de poésie.
Initialement, Meurtres pour mémoire devait porter sur les événements de l'affaire de la station de métro Charonne, mais l'auteur décide assez tôt de s'orienter vers les meurtres du 17 octobre 1961 pour mettre en lumière un événement passé sous silence.
Didier Daeninckx recueille des informations à la Bibliothèque nationale de France, en compagnie de son beau-frère kabyle Boubakar, travaillant dans un restaurant servant du couscous, ce dernier l'ayant informé du massacre. Outre les renseignements manuscrits, l'auteur recueille aussi des témoignages, notamment ceux d'anciens responsables du F.L.N., et obtient même quelques lettres de survivants à la manifestation.

### Une adolescence marquée
Didier Daeninckx a vécu son adolescence pendant la guerre d'Algérie. Il a été marqué par des soldats blessés de retour d'Algérie qui ne voulaient pas se confier, d'où un sentiment d'appartenance à une génération « frustrée de parole ». Il a aussi vécu une adolescence cernée par la violence. Il a été remué par les attentats de l'Organisation armée secrète, notamment celui dont a été victime la très jeune Delphine Renard mutilée par l'explosion d'une grenade destinée au ministre de la culture André Malraux. Il a aussi été touché par l'affaire de la station de métro Charonne, où neuf manifestants trouvent la mort. À 13 ans la voisine de Didier Daeninckx, Suzanne Martorell meurt. La femme était mère d'un de ses camarades, et fut la seule à posséder une télévision dans la rue, ce qui la rapprochait des parents de Didier Daeninckx. La classe est partie en bus à son enterrement au Cimetière du Père-Lachaise, accompagné du proviseur M. Joie.[réf. nécessaire]

## Personnages
Beaucoup de personnages sont issus de connaissances de l'auteur :
- L'inspecteur Cadin, le personnage principal, est inspiré d'une personne surnommée "le Chirurgien" (de son vrai nom Cadin), rencontré dans un café que fréquentait Daeninckx dans les années 1970 à Aubervilliers. Il était un garçon de salle connu pour disparaître avant d'avoir pu payer sa note. Par ailleurs, le véritable Cadin s'est rendu chez l'auteur à Aubervilliers lui demander des droits d'auteur 25 ans après la publication du livre. Cadin est un personnage qui essaye de mettre à exécution sa justice en essayant de chercher des gens hors la loi, mais il se rend compte que la loi n'est pas toujours juste. Il est désabusé, vivant dans une société répressive et bloquée, gangrenée par le mensonge et l'injustice. Face à cela, il essaie de rétablir la vérité et la justice "par petits bouts". Il prend peu à peu conscience du caractère arbitraire et injuste de la loi, ce qui en fait un policier atypique selon Daeninckx.
- La mère de Thiraud est tirée d'une de ses voisines dans un immeuble où Daeninckx habitait. Âgée de 36 ans, elle est allée à la manifestation du 17 octobre 1961, et à la suite de celle-ci elle est restée alitée pendant 20 ans.
- Saïd Milache est tiré de sa propre personne. En effet, ils sont tous deux imprimeurs. Daeninckx lui a choisi ce métier pour la forme du papier qu'il imprime, rectangulaire telle des pierres tombales, en hommage aux morts anonymes du massacre.
- Le préfet de police est directement lié à Maurice Papon, complice de crimes contre l'humanité. Il n'a d'ailleurs jamais été condamné pour avoir perpétré le massacre du 17 octobre 1961.
- Pierre Cazes, le meurtrier de Roger Thiraud puis d'André Veillut, est un policier manipulé qui renvoie aux résistants et militaires de 1940 à 1945 se retrouvant en Indochine et en Algérie après la guerre. Le meurtre final constitue le moment où il prend conscience de la trahison de ses propres idéaux de jeunesse.

## Après le roman
À sa sortie, le roman fait polémique car il sort au milieu de l'affaire Maurice Papon. Il est qualifié de "n'importe quoi" et d'"exagéré", car la société française, du moins certaines parties, ne semble pas prête à entendre parler à nouveau des événements relatés.[réf. nécessaire] Cependant, les événements sont progressivement acceptés et, par la suite, le livre est étudié au baccalauréat. Il est vendu à 400 000 exemplaires dès sa sortie, et chaque année quelque 10 000 livres se vendent. Le roman est traduit dans le monde, notamment au Japon, au Mexique, en Grèce, en Turquie, en Égypte, mais surtout en Algérie. 
L'auteur est longtemps refusé dans les établissements. En effet, sa venue au lycée général de Mulhouse est réprimée, ce qui conduit l'écrivain dans un lycée professionnel. Par conséquent, au lieu d'aborder le sujet de Meurtres pour mémoire, il parle de la littérature dans son ensemble. Plus tard, il se rend au centre-ville à la médiathèque de la ville pour une conférence, où il croise le professeur de la classe au lycée général qui lui a dit que le proviseur a refusé sa venue.[réf. nécessaire]

### Le point de vue de l'auteur sur le roman et les événements
Dans son roman, Daeninckx veut tenter d'interroger l'Histoire. À l'époque, il n'a pas encore la formation adéquate, mais maintenant il travaille avec des lycéens spécialisés. Il n'a jamais voulu être policier, mais plutôt comme un Robin des bois ; c'est pourquoi il ne s'identifie pas au personnage de Cadin. Dans son œuvre, l'auteur porte une grande importance à la symbolique de l'étoile, présente tout au long du roman : la place de l'Étoile où ont manifesté les partisans du F.L.N., l'étoile de David portée par les prisonniers juifs de la Seconde Guerre mondiale, ainsi que l'étoile du drapeau algérien sont associés par l'auteur, car il assimile ce symbole à une explosion.
Concernant le massacre, Daeninckx dit que les excuses de François Hollande ne sont « pas suffisantes », car le massacre n'est pas considéré comme un crime d'État et qu'une liste officielle des victimes et responsables de l'événement n'a pas été établie à cause des lois d'amnisties votées après 1962. La liste des tués dressée par des historiens a cependant beaucoup été appréciée par l'auteur.

### Rapports avec l'Algérie
En 1986, un journal algérien propose à Daeninckx d'écrire un texte. Aussi l'auteur entame-t-il des recherches pour enfin trouver cinq noms de personnes tuées lors du massacre. Parmi ces noms figurait celui de Fatima Bedar, ce qui lui a inspiré le nom du texte : Fatima pour mémoire.
Daeninckx est invité à deux reprises au Salon international du livre d'Alger à ce propos, cependant il ne peut s'y présenter.

## Éditions
- Série noire no 1945, 1983
- Folio no 1955, 1988
- Futuropolis, 1991, illustrations de Jeanne Puchol
- Folio policier no 15, 1998
- Roman noir, Éditions Cercle polar, 2001
- Roman noir, Éditions France Loisirs, 2002
- Classico collège no 4, 2008
- Folio policier, sous titré Les Enquêtes de l'inspecteur Cadin, no 594, 2010

## Adaptations

### À la télévision
- 1985 : Meurtres pour mémoire, dans le cadre de la série télévisée française Série noire, saison 1, épisode 9, réalisé par Laurent Heynemann, avec Christine Boisson (Claudine), Christophe Malavoy (Cadin), Georges Marchal (Pasquier), Robert Party (Pierre Cazès), Marie-Blanche Vergnes (Mme Cazès), Jean-Claude Adelin (Thiraud), François Berléand, Jean-Paul Roussillon

### En bande dessinée
- Meurtres pour mémoire, dessins de Jeanne Puchol, Futuropolis, coll. « Futuropolis / Gallimard. Série noire », 1991  (ISBN 2-7376-2726-5)

### À la radio
- Meurtres pour mémoire (200 min), France Culture, 2003

Réalisation : Michel Sidoroff  diff. : 03.02.2003
dans les rôles :  Jean-Claude Durand (Cadin), Nathalie Boutefeu (Claudine), Vincent Grass (Devil),  Pierre Constant (Pierre Cazes), Claude Jade (Mme Cazes), Bernard Gabay (Roger Thiraud), Simon Duprez (Bernard Thiraud) Michel Peyrelon (L'écussan), Jérôme Chappatte (Lardenne), William Daudin (Bourassol), Armand Meffre (Pradis), Mouss (Saïd), Magid Bouali (Lounes), Layla Metssitane (Kaïra), Bernard Bouillon (Dalbois), Laurent Lederer (Gerbet).